# Канджурухан (стадион)
Стадион «Канджуру́хан» — многоцелевой стадион в округе Маланг, Восточная Ява, Индонезия. В настоящее время используется в основном для футбольных матчей. Стадион вмещает 42 449 человек. Это был домашний стадион «Аремы», футбольной команды Первой лиги страны. Он также используется «Persekam Metro Kabupaten Malang» из третьей лиги.

## История
Стадион был построен в 1997 году, стоимость строительства оценивалась в 35 миллиардов рупий. 9 июня 2004 года стадион был открыт президентом Мегавати Сукарнопутри. Открытие стадиона, принадлежащего округу Маланг, ознаменовалось пробным матчем в середине Индонезийского дивизиона Первой лиги 2004 года между «Аремой» и «PSS Sleman». Первый матч на стадионе «Канджурухан» завершился победой «Аремы» со счётом 1:0.
Стадион был отремонтирован в 2010 году для целей Лиги чемпионов АФК 2011 года с точки зрения увеличения мощности освещения.

## Трагедия
1 октября 2022 года 172 болельщика ФК «Арема» и 2 полицейских погибли после того, как толпа болельщиков «Аремы» выбежала на футбольное поле и последующей давки на стадионе.

## Галерея

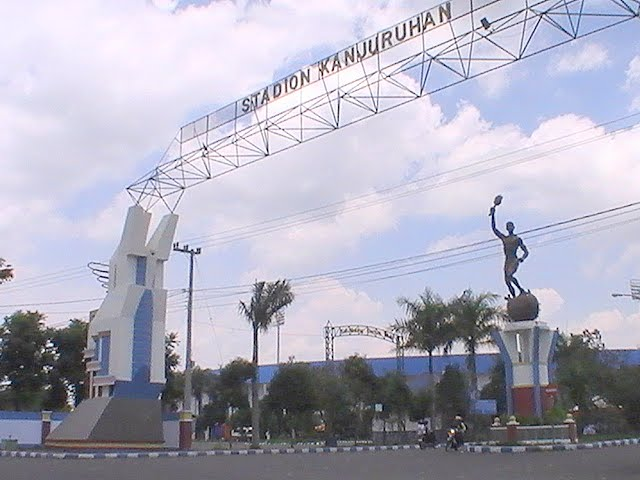
Вход на стадион.
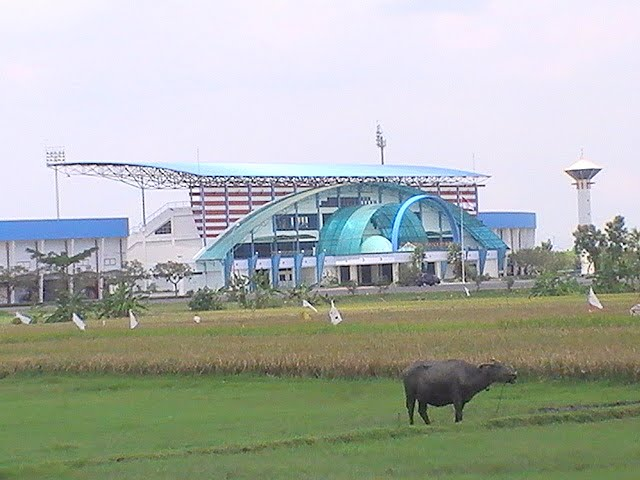
Вид на стадион с рисовых полей.
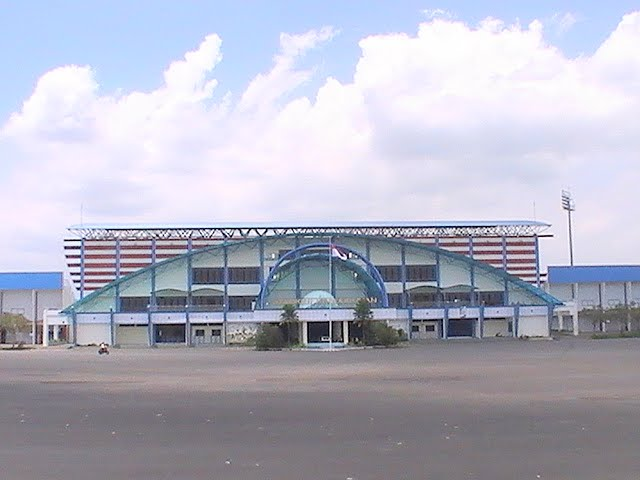
Внешний вид стадиона
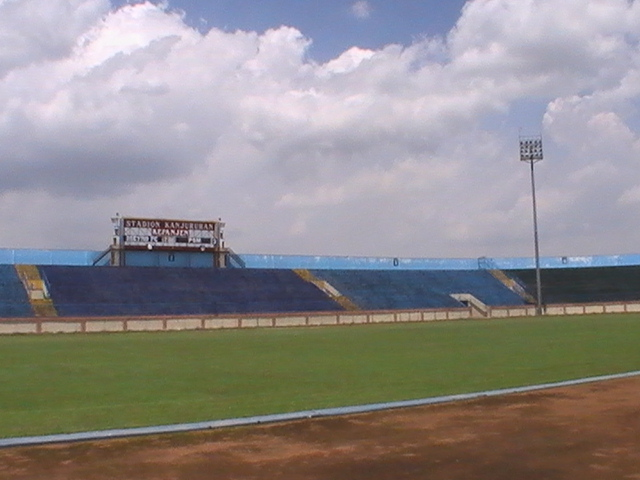
Футбольное поле стадиона.